# Arnaud Giovaninetti
Pour les articles homonymes, voir Giovaninetti.
Arnaud Giovaninetti, né le 3 juillet 1967 à Amiens (Somme) et mort le 24 janvier 2018 à Taverny (Val-d'Oise) est un acteur français.

## Biographie

### Famille et formation
Arnaud Giovaninetti est le fils de Reynald Giovaninetti, chef d'orchestre et ancien directeur de l'Opéra de Marseille. Il devient le plus jeune élève du conservatoire de Marseille dans la classe d'Irène Lamberton, il entre ensuite au Conservatoire national supérieur d'art dramatique de Paris (promotion 1989). Il y obtient le Prix Louis Jouvet en 1988, et débute au cinéma en 1989 dans le film de Philomène Esposito, Mima.

### Carrière
Arnaud Giovaninetti tourne dans L'Amant de Jean-Jacques Annaud, Profil bas de Claude Zidi, En avoir (ou pas) de Laetitia Masson, J'irai au paradis car l'enfer est ici de Xavier Durringer, Les Enfants du siècle de Diane Kurys.
Pour la télévision, il est le Jésus de Serge Moati, Orlando dans le téléfilm Dalida de Joyce Buñuel, et Henry de Monfreid dans les Lettres de la Mer Rouge d'Eric Martin et Emmanuel Caussé qui obtient le Prix coup de cœur du public au Festival de Luchon en 2006, joue aussi sous la direction de Claude-Michel Rome, Thierry Binisti, ou encore Nina Companeez dans Voici venir l'orage....
Il reçoit en 2013 le Prix du Meilleur Acteur au Festival des héros de la Télé.
Au théâtre, il joue sous la direction de Marcel Maréchal à La Criée, à Marseille, de Jean-Luc Moreau dans Dom Juan aux Bouffes du Nord avec Francis Lalanne, de Gérard Desarthe et François Marthouret au théâtre Hébertot avec Ludmila Mikaël. Il se produit régulièrement sur scène auprès de son frère Christophe Giovaninetti, violoniste,.
Il tient le rôle principal masculin dans le spectacle musical Irma la douce de Jérôme Savary, aux côtés de Clotilde Courau, au Théâtre national de Chaillot puis à l'Opéra Comique, ; Jérôme Savary qu'il retrouve pour Demain la Belle de Bernard Thomas, à l'Opéra Comique.

### Vie privée
Arnaud Giovaninetti est l'époux de la comédienne et metteuse en scène Judith d'Aleazzo,
Il meurt le 24 janvier 2018 à son domicile de Taverny. D'abord annoncée comme un malaise cardiaque, sa mort semble avoir été causée par un suicide. De nombreux hommages lui sont rendus dans la presse écrite,,, mais aussi à la télévision (Serge Moati sur France 3, en clôture du Festival de Luchon) ou encore pour l'épisode 5 de la saison 6 de Candice Renoir qui a été son dernier tournage et lui est dédié.

## Théâtre
- 1987 : Dom Juan de Molière, mise en scène Jean-Luc Moreau, Théâtre des Bouffes du Nord
- 1988 : La Vie parisienne d'Offenbach, mise en scène Pierre Vial
- 1989 : Cripure de Louis Guilloux, mise en scène Marcel Maréchal, Théâtre de la Criée, Marseille
- 1991 : Personnages avec passé de Claude Bourgeyx, mise en scène Jean-Louis Thamin, CDN de Bordeaux
- 1996 : Gertrud d'Hjalmar Söderberg, mise en scène Gérard Desarthe et François Marthouret, Théâtre Hébertot
- 2000-2001 : Irma la Douce d'Alexandre Breffort et Marguerite Monnot, mise en scène Jérôme Savary, Théâtre national de Chaillot et Opéra Comique
- 2006 : Demain la belle de Bernard Thomas, mise en scène Jérôme Savary, Opéra Comique

## Filmographie

### Acteur

#### Cinéma
- 1990 : Mima de Philomène Esposito : Salvatore
- 1991 : Lieutenant Lorena (Aqui d'el rei !) d'Antonio-Pedro Vasconcelos : Nuno
- 1991 : L'Amant de Jean-Jacques Annaud : le frère aîné
- 1993 : Profil bas de Claude Zidi : Ludo
- 1995 : Dans la Cour des grands de Florence Strauss : Matteo
- 1995 : En avoir (ou pas) de Laetitia Masson : Bruno
- 1997 : J'irai au paradis car l'enfer est ici de Xavier Durringer : François
- 1999 : Les Enfants du siècle de Diane Kurys : Alfred
- 2000 : Épouse-moi d'Harriet Marin :  Hadrien
- 2003 : Lovely Rita, sainte patronne des cas désespérés de Stéphane Clavier : Kevin
- 2004 : Au secours, j'ai 30 ans ! de Marie-Anne Chazel : Romain
- 2004 : Les Fautes d'orthographe de Jean-Jacques Zilbermann : Gianni

#### Télévision
- 1989 : Une femme tranquille de Joyce Buñuel : Antonio
- 1993 : La Lettre inachevée de Chantal Picault : Marco
- 1993 : Arène de Nicolas Cuche
- 1993 : Adieu Cayenne de Léonie Valckx
- 1994 : Maigret : Cécile est morte réalisé par Denys de La Patellière : Gérard
- 1995 : L'Amour aveugle de Michaëla Watteaux
- 1995 : La Rivière Espérance, série réalisée par Josée Dayan : Pierre
- 1996 : Sapho de Serge Moati : Jean
- 1998 : Terre violente de Michel Hoffer : Carlo Scarpinato
- 1999 : Prague vu par d'Artemio Benki et Vladimír Michálek : Richard
- 1999 : Tramontane d'Henri Helman : Bruno
- 1999 : Jésus de Serge Moati : Jésus
- 2001 : Quatre copains de Stéphane Kurc : Bart Vernon
- 2001 : Roger et Fred de Joyce Buñuel : Fred
- 2002 : Double-flair de Denis Malleval : Roland
- 2004 : 3 garçons, 1 fille, 2 mariages de Stéphane Clavier: Laurent
- 2005 : Dalida de Joyce Buñuel : Bruno Gigliotti / Orlando
- 2006 : L'Homme dans le miroir de Jean-Philippe Agnese : Maxime Corda
- 2006 : Lettres de la Mer Rouge d'Éric Martin et Emmanuel Caussé : Henry de Monfreid
- 2007 : Mort prématurée de José Pinheiro: Vincent Valenti
- 2007 : Caravaggio d'Angelo Longoni : Vincenzo Giustiniano
- 2008 : Mitterrand à Vichy docu-fiction de Serge Moati : Antoine Mauduit
- 2008 : L'Affaire Ben-Barka de Jean-Pierre Sinapi : Chtouki
- 2008 : Voici venir l'orage de Nina Companeez : Anatole Ratner
- 2009 : Rencontre avec un tueur de Claude-Michel Rome : Stéphane Herman
- 2009 : Villa Jasmin de Férid Boughedir : Serge père
- 2010 : Trahie ! de Charlotte Brändström : Mateo
- 2011 : Marthe Richard de Thierry Binisti : Delorme
- 2011 : Section de recherches (épisode 3, Dernier acte) d'Éric le Roux : Jean Solal-Montclin
- 2011 : Doc Martin (saison 2) de Stéphane Clavier : Dany Lecomte
- 2013 - 2018 : Candice Renoir (série) de Christophe Douchand, Nicolas Picard-Dreyfuss, Olivier Laneurie et Pascal Lahmani Saison 1 (6, 7, 8) Saison 2 (1, 2, 3, 4, 5, 6, 7, 8) Saison 3 (8) Saison 6 (4 et 5) : Laurent Renoir (ex-mari de Candice)
- 2013 : Tango : Le coup du lapin,  La vengeance du corbeau  de Nicolas Herdt : Thierry Sauvage
- 2013 : La Famille Katz (série en 6 épisodes) d'Arnauld Mercadier : Alex
- 2017 : Le juge est une femme, épisode Lanceuse d'alerte, de Stephan Kopecky : Thierry Rougier

### Doublage

#### Cinéma

##### Films
- 2002 : Femme Fatale de Brian De Palma : Nicolas Bardo (voix dans la version française du personnage joué par Antonio Banderas)